# Savoia-Marchetti S.65
Savoia-Marchetti S.65 war ein von Savoia Marchetti 1929 entwickeltes, für den Renneinsatz vorgesehenes Schwimmerflugzeug. Mit einem neuen technischen Konzept sollte die Schneider-Trophy gewonnen und der Preis wieder nach Italien geholt werden. Einer der beiden Prototypen stürzte jedoch kurz nach dem ersten Start ab, wobei der Pilot Tommaso Dal Molin ums Leben kam. Das Projekt wurde danach aufgegeben.

## Geschichte
Nach dem britischen Sieg bei der Schneider-Trophy 1927 beschlossen die italienischen Flugzeughersteller Macchi, Piaggio, Fiat und SIAI den Bau neuer Flugzeuge, um den Preis nach Italien zu holen. Der Konstrukteur Alessandro Marchetti erarbeitete mit der S.65 ein völlig neues Konzept für ein Renn-Wasserflugzeug. Die Savoia besaß zwei hintereinander, in einer Gondel angeordnete Motoren mit je einem Zug- und einem Druckpropeller, wobei der Pilot zwischen den beiden Motoren saß. Diese konstruktive Auslegung des Flugzeugs entsprach fast vollständig einem von Dornier im Oktober 1928 auf der ILA in Berlin vorgestellten Konzept. Lediglich das Leitwerk der S.65 wies geringfügige Unterschiede zu dem dort gezeigten Dornier-Modell auf. Die Motoren der S.65 waren zwei Isotta Fraschini Asso 2 500RI, die bei einer Drehzahl von 3000 min−1 1050 PS erzeugten. Das Flugzeug bestand größtenteils aus metallverstärktem Holz.
Schon in der Bauphase stellten sich Schwierigkeiten mit der Befestigung der Treibstofftank und der Ölkühlung ein. Nach Lösung dieser Probleme wurde die S.65 vom Juli 1929 an am Boden erprobt. Die Verstrebungen zwischen den Schwimmern erwiesen sich aber als zu schwach; das Leitwerk musste verbessert werden und die Verbindungen von Holz und Metallrahmen wurden überarbeitet, so dass die Versuche bis Januar 1930 eingestellt werden mussten.
Der erste Testflug wurde am 18. Januar 1930 von Tommaso Dal Molin durchgeführt. Die Maschine beschleunigte auf dem Wasser gut und flog nach dem Start etwa 300 m weit. In einer Höhe von 25 m und bei ca. 200 km/h stürzte die Maschine plötzlich fast senkrecht ins Wasser. Der Testpilot  wurde aus der Maschine geschleudert und war sofort tot.
Zwar wurde die Unfallursache nie geklärt. Vermutlich aber liefen die beiden Isotta Fraschini Asso 2 500RI nicht synchron, so dass sich beim Beschleunigen eine Vorwärtsneigung einstellte, die irgendwann nicht mehr durch das Leitwerk ausgeglichen werden konnte. Als dieses durch die Überlastung versagte, stürzte die S.65 fast senkrecht ins Wasser. Das Projekt wurde danach eingestellt und die zweite S.65 in das Museum vom SIAI gebracht, wo sie bis 1939 stand.

## Konstruktion

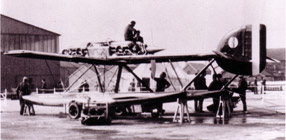

Die S.65 war ein Tiefdecker und mit einer Startmasse von 3300 kg eines der schwersten Flugzeuge, das Savoia bis dahin gebaut hatte. Die Tragflächen selbst wurden aus verstärktem Holz gefertigt und an besonders belasteten Stellen mit Metall verstärkt. Der Pilot saß in einem offenen Cockpit mit Windschutzscheibe in einer Gondel zwischen den beiden Motoren, was sich später als sehr nachteilig herausstellte. Die Schwimmer der Maschine wurden aus Metall und das Leitwerk aus Holz gefertigt.

## Technische Daten
| Kenngröße        | Daten                                                      |
| ---------------- | ---------------------------------------------------------- |
| Spannweite       | 10,70 m                                                    |
| Länge            | 9,5 m                                                      |
| Höhe             | 2,80 m                                                     |
| Flügelfläche     | 118,54 m²                                                  |
| Leermasse        | 3300 kg                                                    |
| Antrieb          | zwei Isotta Fraschini Asso Motoren mit Zweiblatt-Propeller |
| Flächenbelastung | 177 kg/m²                                                  |
| Besatzung        | 1                                                          |